# Galggrunden
Galggrunden är skär i Åland (Finland). De ligger i Skärgårdshavet och i kommunen Lumparland i landskapet Åland, i den sydvästra delen av landet. Öarna ligger omkring 21 kilometer öster om Mariehamn och omkring 260 kilometer väster om Helsingfors.
Arean för den av öarna koordinaterna pekar på är 3,5 hektar och dess största längd är 320 meter i nord-sydlig riktning. Trakten är glest befolkad. Närmaste större samhälle är Lemland, 14,3 km väster om Galggrunden.

## Klimat
Inlandsklimat råder i trakten. Årsmedeltemperaturen i trakten är 6 °C. Den varmaste månaden är augusti, då medeltemperaturen är 17 °C, och den kallaste är februari, med −3 °C.